# Vidua obtusa
Vidua obtusa là một loài chim trong họ Viduidae.